# Mosu dayan
Espèce
Mosu dayan est une espèce d'araignées aranéomorphes de la famille des Mysmenidae.

## Distribution
Cette espèce est endémique du Guangxi en Chine. Elle se rencontre dans le xian de Xing'an vers 355 m d'altitude.

## Description
Le mâle holotype mesure 0,84 mm et la femelle paratype 1,09 mm, les mâles mesurent de 0,82 à 0,84 mm et les femelles de 1,04 à 1,11 mm.

## Étymologie
Son nom d'espèce lui a été donné en référence au lieu de sa découverte, Dayan.

## Publication originale
- Lin & Li, 2013 : Five new minute orb-weaving spiders of the family Mysmenidae from China (Araneae). Zootaxa no 3670(4), p. 449-481.